# Stanisław Ciuchciński

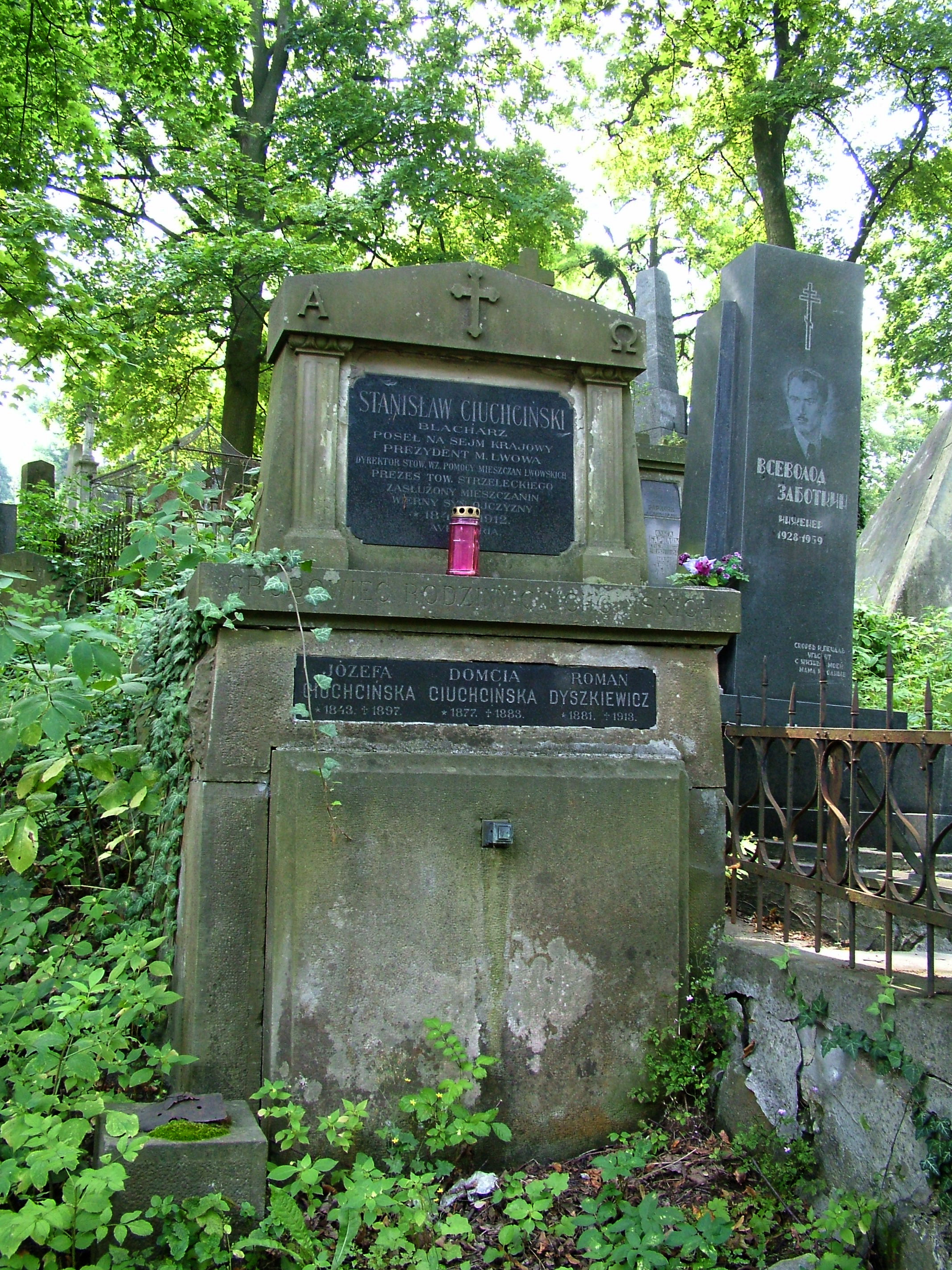
Grób Stanisława Ciuchcińskiego na cmentarzu Łyczakowskim

Stanisław Ciuchciński (ur. 10 listopada 1841 we Lwowie, zm. 13 listopada 1912 tamże) – polski działacz społeczny, rzemieślnik-blacharz, prezydent Lwowa i poseł na galicyjski Sejm Krajowy.

## Życiorys
Był synem Stanisława, rzeźnika lwowskiego (nosił pierwotnie nazwisko Ciuchta), i Katarzyny z Jurczyńskich. Naukę szkolną rozpoczął u ojców dominikanów, ale musiał ją przerwać w wieku 14 lat po śmierci rodziców i zająć się pracą zarobkową. Kształcił się w zawodzie blacharskim, jednocześnie zdobywając wiedzę ogólną przez samokształcenie. W 1859 wyjechał na kilka lat ze Lwowa, uzupełniając umiejętności rzemieślnicze m.in. w Wiedniu, Linzu, Monachium, Dreźnie, Berlinie, Hamburgu. Po powrocie do kraju wziął udział w powstaniu styczniowym, walcząc w oddziale strzelców Francuza Leona Younga.
Po klęsce powstania powrócił na stałe do Lwowa i pracował przez kilka lat w pracowniach blacharskich innych mistrzów, by w 1867 otrzymać kartę przemysłową i otworzyć własny zakład przy ulicy Krakowskiej. Zaangażował się w ruch zawodowy, był członkiem stowarzyszenia rzemieślniczego „Skała”, członkiem jego Wydziału, wreszcie kuratorem (1889). Od 1877 był przełożonym Korporacji blacharzy, brązowników i mosiężników. Razem z kowalem Michałem Michalskim doprowadził do odzyskania polskiego charakteru przez Towarzystwo Strzeleckie. Był również aktywnym działaczem (i prezesem) Towarzystwa wzajemnej pomocy mieszczan lwowskich pod wezwaniem błogosławionego Jana z Dukli.
Był członkiem Polskiego Towarzystwa Gimnastycznego „Sokół”. Od sierpnia 1880 posiadał obywatelstwo miejskie i w 1883 został powołany w skład Rady Miejskiej, w której zasiadał do końca życia. Od 1899 był wiceprezydentem Lwowa. Po śmierci prezydenta miasta Michalskiego w czerwcu 1907 został jego następcą, nie tylko na urzędzie prezydenta Lwowa, ale i na czele Towarzystwa Strzeleckiego oraz w galicyjskim Sejmie Krajowym. Swoje rządy Ciuchciński określił mottem: „Czynić wszystko, co jest zgodne z honorem i interesami miasta i jego mieszkańców”. Podeszły wiek i stan zdrowia skłoniły go do złożenia funkcji prezydenta 17 lipca 1911 (jeszcze w czerwcu 1911 jego następcą wybrano Józefa Neumanna).
Zmarł 13 listopada 1912 we Lwowie. Zmarłego Ciuchcińskiego Lwów pożegnał tłumnym pogrzebem na Cmentarzu Łyczakowskim, gdzie władze miasta wzniosły pomnik z napisem „Wiernemu Synowi Ojczyzny”; mowę pogrzebową wygłosił ówczesny wiceprezydent Lwowa Tadeusz Rutowski.